# Shawano
Shawano é uma cidade localizada no estado norte-americano de Wisconsin, no Condado de Shawano.

## Demografia
Segundo o censo norte-americano de 2000, a sua população era de 8 298 habitantes.
Em 2006, foi estimada uma população de 8 730, um aumento de 432 (5.2%).

## Geografia
De acordo com o United States Census Bureau tem uma área de 15,7 km², dos quais 15,5 km² cobertos por terra e 0,2 km² cobertos por água. Shawano localiza-se a aproximadamente 249 m acima do nível do mar.

## Localidades na vizinhança
O diagrama seguinte representa as localidades num raio de 16 km ao redor de Shawano.